# Gran Premi del Brasil del 1999
Resultats del Gran Premi de Brasil de Fórmula 1 de la temporada 1999, disputat al circuit de Interlagos, l'11 d'abril del 1999.

## Resultats
| Pos | No | Pilot                 | Equip                  | Voltes | Temps/ Retirada | Pos. de sortida | Punts |
| --- | -- | --------------------- | ---------------------- | ------ | --------------- | --------------- | ----- |
| 1   | 1  | Mika Häkkinen         | McLaren - Mercedes     | 72     | 1h 36' 03. 785  | 1               | 10    |
| 2   | 3  | Michael Schumacher    | Ferrari                | 72     | + 4.925 s       | 4               | 6     |
| 3   | 8  | Heinz Harald Frentzen | Jordan - Mugen - Honda | 71     | + 1 Volta       | 8               | 4     |
| 4   | 6  | Ralf Schumacher       | Williams - Supertec    | 71     | + 1 Volta       | 11              | 3     |
| 5   | 4  | Eddie Irvine          | Ferrari                | 71     | + 1 Volta       | 6               | 2     |
| 6   | 18 | Olivier Panis         | Prost - Peugeot        | 71     | + 1 Volta       | 12              | 1     |
| 7   | 10 | Alexander Wurz        | Benetton - Playlife    | 70     | + 2 Voltes      | 9               |       |
| 8   | 15 | Toranosuke Takagi     | Arrows                 | 69     | + 3 Voltes      | 19              |       |
| 9   | 21 | Marc Gené             | Minardi - Ford         | 69     | + 3 Voltes      | 20              |       |
| Ret | 14 | Pedro de la Rosa      | Arrows                 | 52     | Hidràulics      | 17              |       |
| Ret | 22 | Jacques Villeneuve    | BAR - Supertec         | 49     | Hidràulics      | 21              |       |
| Ret | 5  | Alessandro Zanardi    | Williams - Supertec    | 43     | Caixa canvi     | 16              |       |
| Ret | 16 | Rubens Barrichello    | Stewart - Ford         | 42     | Motor           | 3               |       |
| Ret | 12 | Pedro Diniz           | Sauber - Petronas      | 42     | Col·lisió       | 15              |       |
| Ret | 9  | Giancarlo Fisichella  | Benetton - Playlife    | 38     | Embragatge      | 5               |       |
| Ret | 20 | Stéphane Sarrazin     | Minardi - Ford         | 31     | Virolla         | 18              |       |
| Ret | 11 | Jean Alesi            | Sauber - Petronas      | 27     | Caixa canvi     | 14              |       |
| Ret | 2  | David Coulthard       | McLaren - Mercedes     | 22     | Caixa canvi     | 2               |       |
| Ret | 19 | Jarno Trulli          | Prost - Peugeot        | 21     | Caixa canvi     | 13              |       |
| Ret | 17 | Johnny Herbert        | Stewart - Ford         | 15     | Hidràulics      | 10              |       |
| Ret | 7  | Damon Hill            | Jordan - Mugen - Honda | 10     | Col·lisió       | 7               |       |
| NVQ | 23 | Ricardo Zonta         | BAR - Supertec         |        | No qualificat   |                 |       |

## Altres
- Pole: Mika Häkkinen 1' 16. 568
- Volta ràpida: Mika Häkkinen 1' 18. 448 (a la volta 70)